# Eagle (Míchigan)
Eagle es una villa ubicada en el condado de Clinton en el estado estadounidense de Míchigan. En el Censo de 2010 tenía una población de 123 habitantes y una densidad poblacional de 395,75 personas por km².

## Geografía
Eagle se encuentra ubicada en las coordenadas 42°48′34″N 84°47′27″O / 42.80944, -84.79083. Según la Oficina del Censo de los Estados Unidos, Eagle tiene una superficie total de 0.31 km², de la cual 0.31 km² corresponden a tierra firme y (0%) 0 km² es agua.

## Demografía
Según el censo de 2010, había 123 personas residiendo en Eagle. La densidad de población era de 395,75 hab./km². De los 123 habitantes, Eagle estaba compuesto por el 99.19% blancos, el 0% eran afroamericanos, el 0% eran amerindios, el 0% eran asiáticos, el 0% eran isleños del Pacífico, el 0.81% eran de otras razas y el 0% pertenecían a dos o más razas. Del total de la población el 0.81% eran hispanos o latinos de cualquier raza.